# Анатолий (Кузнецов)
Архиепископ Анатолий (в миру Евгений Власович Кузнецов; 28 мая 1930, Иркутск — 26 января 2024,  Москва(?) ) — епископ Русской православной церкви на покое (с 4 мая 2017 года), бывший архиепископ Керченский, викарий Сурожской епархии, на момент смерти старейший по возрасту архиерей Русской Православной церкви.

## Биография
С отроческих лет нёс послушание алтарника. В 1945 году после окончания семилетки стал алтарником при Крестовоздвиженской церкви Иркутска.
С 1947 года псаломщик в селе Верхоленское под Иркутском Иркутской епархии, с 1949 года иподиакон епископа Иркутского Палладия (Шерстенникова).
В 1949 года поступил в Московскую духовную семинарию.
В 1951 году призван в ряды Советской армии. Служил на Тихоокеанском флоте. После окончания службы, в 1954 году вернулся в семинарию.
31 октября 1954 года рукоположён архиепископом Иркутским Палладием в сан диакона (целибат).
В 1956 году по окончании семинарии зачислен на 1-й курс Московской духовной академии.
1 июля 1956 года архиепископом Можайским Макарием (Даевым) в храме Ризоположения в Москве рукоположён во священника.
В 1960 году окончил Московскую духовную академию со степенью кандидата богословия за сочинение «Изображение Богоматери в творчестве великих мастеров эпохи Возрождения: Леонардо да Винчи, Микеланджело и Рафаэля (оценка с точки зрения православно-византийского предания)». Оставлен при академии профессорским стипендиатом.
11 октября 1960 года в Троицком соборе Троице-Сергиевой Лавры пострижен в монашество с именем Анатолий в честь мученика Анатолия
В октябре 1963 года возведён в сан игумена.
В феврале 1967 года избран доцентом Московской духовной академии.
К Пасхе 1968 года возведён в сан архимандрита.

### Архиерейство
3 сентября 1972 года в Богоявленском соборе в Москве хиротонисан во епископа Виленского и Литовского. Хиротонию совершили: Патриарх Московский и всея Руси Пимен, митрополит Ленинградский и Новгородский Никодим (Ротов), митрополит Тульский и Белевский Ювеналий (Поярков), митрополит Сурожский Антоний (Блум), архиепископ Волоколамский Питирим (Нечаев), архиепископ Дмитровский Филарет (Вахромеев), епископ Ташкентский и Среднеазиатский Платон (Лобанков), епископ Подольский Серапион (Фадеев), епископ Зарайский Хризостом (Мартишкин).
3 сентября 1974 года назначен епископом Звенигородским, представителем Московского Патриархата при Патриархе Антиохийском.
16 ноября 1979 года назначен епископом Уфимским и Стерлитамакским. Осуществил строительство в 1980—1984 годах нового здания епархиального управления с крестовым храмом во имя святителя Николая.
21 мая 1980 года награждён орденом святого равноапостольного князя Владимира 2-й степени.
С 7 по 10 сентября 1982 года участвовал в Вене в XXIII Международном Конгрессе старокатоликов.
С 18 по 25 октября того же года вместе с архимандритом Иннокентием (Просвирниным) посетил Дамаск в связи с открытием в Советском культурном центре юбилейной выставки «Религия в СССР».
14-27 апреля 1984 года в составе делегации общества «Родина» посетил Испанию и Францию. 19 июля — 9 августа в составе делегации общества «Родина» посетил США.
С 24 сентября по 1 октября того же года в Киеве участвовал в Десятом Богословском собеседовании «Арнольдсхайн-Х»
С 10 октября по 24 октября того же года с паломнической группой Русской православной церкви посетил Афон.
С 14 по 27 апреля 1985 года в составе группы Советского общества по культурным связям с соотечественниками за рубежом «Родина» совершил поездку в Испанию и Францию.
25-26 января 1990 года Священный Синод РПЦ дал согласие на выдвижение его кандидатом в Народные депутаты РСФСР.
На посту главы Уфимской епархии увеличил число приходов с 14 до 48, было построено несколько новых храмов. Занимался иконописью и реставрацией икон.
20 июля 1990 года по просьбе митрополита Сурожского Антония назначен епископом Керченским, викарием Сурожской епархии. На Британские острова прибыл в декабре 1990 года. Митрополит Антоний обратился к своей пастве с посланием, в котором писал: «Для того, чтобы обеспечить её [Сурожской епархии] духовную, церковную, нравственную и политическую независимость, нужно было найти епископа, который разделял бы с нами то прозрение в будущее, которое является нашим чаянием и устремлением… гармонично соединяя и старую русскую эмиграцию, и прибывающих все увеличивающимся потоком русских из Советского Союза, являющихся источником и оплотом Русского Православия и русской духовности, …и наконец, детей, родившихся на Западе, но воспитанных в вере их родителей… Такого человека оказалось невозможно найти в нашей среде, а также в Европе и в Америке. Я решил поэтому ознакомиться с епископатом Русской Церкви на Родине, стремясь выбрать человека с широким кругозором, мужественного, и уже обладающего опытом архиерейского служения, однако достаточно молодого, чтобы приспособиться к ему дотоле неведомой обстановке, который мог бы стать Добрым Пастырем для всех и имел бы нужную решительность для того, чтобы защитить нашу нравственную и политическую свободу. Я обрел его в лице епископа Уфимского и Стерлитамакского Анатолия. Я его знаю хорошо и доверяю ему безусловно, участвовал в его хиротонии, и слышал о нём только положительные отзывы — и от других епископов, и от духовенства, и от мирян, и от тех, кто в нашей епархии его встречали. Я сначала обратился к нему самому, желая узнать, согласился ли бы он стать моим викарием, пока я ещё управляю епархией, а затем… стать и наследником моим на Сурожской кафедре. Уверившись в согласии епископа Анатолия, я обратился — сначала в частном порядке, а затем и официально — к членам Священного Синода, выразив свою готовность и впредь, до времени, окормлять нашу епархию при условии, что мне будет дан викарий, и не иной кто, как епископ Анатолий. <…> и я получил телеграмму, возвещающую мне назначение владыки Анатолия викарием Сурожской епархии с правом наследия занимаемой мной кафедры. Разделите радость мою!».
Епископ Иларион (Алфеев) отмечал: «Когда Владыка Анатолий приехал в Англию, его встретили так же, как меня, если не хуже, и многие в епархии об этом помнят. Первое время Владыка Анатолий вообще не имел ни жилья, ни зарплаты. Затем его поселили в холодном и сыром подвале (где он проживает и поныне), начислив ему (и то далеко не сразу, а через несколько месяцев после приезда) зарплату в размере 260 фунтов стерлингов в месяц. Думаю, что ни один архиерей Русской Церкви не живёт в таких условиях, и ни одна епархия Русской Церкви не относится к своим архиереям с таким преступным пренебрежением». Комиссия по расследованию кризисной ситуации в Сурожской епархии в 2006 году установила, что «архиепископ Анатолий жил в сыром подвальном помещении, долгое время помесячная оплата архиепископа Анатолия находилась на уровне, в несколько раз меньшем, чем зарплата других клириков собора. Архиепископ Анатолий оказался отстранён от решений по управлению Лондонским кафедральным собором, в том числе и в богослужебной части. Свидетели отмечают случаи грубого и нетактичного поведения части прихожан и хора, не выполнявших указания архиепископа Анатолия во время совершения им богослужения».
По словам самого архиепископа Анатолия: «Настроения были радикальные: если что, мы уходим в Константинополь. Митрополит Антоний этого опасался, но что поделаешь: многие местные боялись советской власти, „советских“ архиереев. Меня они приняли только благодаря уговорам и авторитету владыки. Но в 1991 году у одного из местных священников — Василия Осборна из Оксфорда — умерла жена. Тут же на владыку Антония пошло давление, которому он не смог противостоять. Давление касалось роли и будущего Василия Осборна».
25 февраля 1993 года Василий (Осборн) был избран вторым викарием Сурожской епархии с титулом Сергиевский, а епископ Анатолий при этом был награждён саном архиепископа.
В 1994 году назначен для пастырского окормления в приход в городе Манчестере Великобритании, перешедшую из РПЦЗ; община и ветхий храм к началу 1990-х годов пришли в бедственное положение. Архиепископ Анатолий не только восстановил церковную жизнь в общине, но и организовал строительство нового храма.
В праздничные и воскресные дни регулярно служил в кафедральном соборе в Лондоне, проповедовал, принимает исповеди русскоговорящих прихожан и совершал различные частные богослужения по церковнославянски. Посещал больных и напутствовал их. В приходской школе при соборе преподавал уроки Закона Божия. В воскресные дни после богослужений регулярно читал лекции на церковные темы для русскоговорящих прихожан собора. Как художник-реставратор по благословению митрополита Антония выполнил реставрацию образа Святителя Николая, находившегося на русском военном корабле во время русско-японской войны 1904—1905 годов. Регулярно совершал богослужение и на других приходах Сурожской епархии.
27 декабря 2001 года определением Священного Синода согласно его прошению почислен на покой по состоянию здоровья с благословением продолжить усилия по строительству русского православного храма в Манчестере, Великобритания, и пастырскому окормлению этого прихода. Вместо него на эту кафедру был назначен игумен Иларион (Алфеев).
17 июля 2002 года Священный Синод определил архиепископу Анатолию быть настоятелем ставропигиального прихода в городе Манчестере (Великобритания) и благословил ему продолжить служение в Сурожской епархии в качестве викарного архиерея с титулом «Керченский».
9 ноября 2010 года Указом Патриарха Московского и всея Руси Кирилла освобождён от должности настоятеля Покровского храма в Манчестере, с оставлением права беспрепятственного служения в этом приходе, с выражением благодарности за понесённые труды по строительству храма и становлению прихода.
4 мая 2017 года, согласно рапорту Архиепископа Сурожского Елисея и прошению архиепископа Анатолия о почислении на покой по состоянию здоровья, Священный Синод удовлетворил прошение преосвященного Анатолия и определил местом пребывания Саввино-Сторожевский ставропигиальный мужской монастырь.
Скончался 26 января 2024 года, на 94-м году жизни. Погребен в историческом некрополе Московской духовной академии, который располагается в Свято-Троицкой Сергиевой лавре.

## Публикации
статьи
- Из жизни Московских духовных школ. Новые назначения // Журнал Московской Патриархии. 1966. — № 7. — С. 11-13
- Православная икона как одно из выражений догматического учения Церкви [Речь, произнесенная на годичном акте МДА 14 окт. 1970 г.] // Вестник Русского Западно-Европейского Патриаршего Экзархата. М., 1970. — № 70-71. — С. 167—181.
- Перед святой Плащаницей // Журнал Московской Патриархии. 1970. — № 3. — С. 33-35.
- Православная икона как одно из выражений догматического учения Церкви [актовая речь] // Журнал Московской Патриархии. 1970. — № 11. — С. 73-79
- Экуменические встречи // Журнал Московской Патриархии. 1973. — № 12. — С. 59-60.
- Священное Писание на литовском языке в связи с историей библейского текста // Журнал Московской Патриархии. 1974. — № 7. — С. 72-76.
- Сила и слава Воскресения // Журнал Московской Патриархии. 1974. — № 11. — С. 29-30.
- Двуединая заповедь о любви // Журнал Московской Патриархии. 1975. — № 2. — С. 38-40.
- В Представительстве Патриарха Московского при Патриархе Антиохийском в Дамаске. Открытие здания Представительства // Журнал Московской Патриархии. 1975. — № 8. — С. 17-21
- Блаженнейший Патриарх Антиохии и всего Востока Илия IV [некролог] // Журнал Московской Патриархии. 1979. — № 9. — С. 40-43
- Избрание и интронизация нового Предстоятеля Антиохийской Православной Церкви Блаженнейшего Патриарха Антиохии и всего Востока Игнатия IV // Журнал Московской Патриархии. 1979. — № 10. — С. 44-47
- Суббота Лазарева // Журнал Московской Патриархии. 1981. — № 4. — С. 26-28.
- В Неделю по Просвещении // Журнал Московской Патриархии. 1984. — № 1. — С. 43-45.
- Две недели в Испании // Журнал Московской Патриархии. 1984. — № 11. — С. 58-60.
- Две недели в Испании // Журнал Московской Патриархии. 1984. — № 12. — С. 61-64.
- Слово в день памяти преподобного Александра Свирского (к 450-летию со времени преставления) // Журнал Московской Патриархии. 1983. — № 8. — С. 44-45.
- Тезисы по теме: «Осуществление „эпископи“ в Церкви» [десятое богословское собеседование между представителями Русской Православной Церкви и Евангелической Церкви в Германии, ФРГ, — «Арнольдсхайн-Х»] // Журнал Московской Патриархии. 1985. — № 2. — С. 61-62. (в соавторстве с епископом Мартином Грузе)
- У святынь Италии // Журнал Московской Патриархии. 1986. — № 2. — С. 63-65.
- Миросозерцание священника Павла Флоренского и наша современность // Сборник трудов международного симпозиума, посвященного жизни и творчеству П. А. Флоренского. — Бергамо, 1988. — С. 475—484.
- Русская икона // Малая церковь: Настольная книга прихожанина. — М., 1992. — С. 192

интервью
- Беседа с архиепископом Керченским Анатолием (Кузнецовым) Архивная копия от 9 января 2019 на Wayback Machine // iemp.ru, 03.09.2008
- Архиепископ Керченский Анатолий: «Удел всей моей жизни…» // Журнал Московской Патриархии. 2010 № 8.
- Архиепископ Керченский Анатолий (Кузнецов): британский путь русского владыки Архивная копия от 25 мая 2018 на Wayback Machine // pravmir.ru, 14 августа 2012
- Архиепископ Керченский Анатолий: Он на этой земле отстаивал христианство Архивная копия от 6 мая 2019 на Wayback Machine // Журнал Московской Патриархии, № 8 август 2013

## Награды
- 1964 — орден святого равноапостольного князя Владимира III степени;
- 1980 — орден преподобного Сергия Радонежского II степени;
- 1980 — орден святого равноапостольного князя Владимира II ст.;
- 1980 — орден святых апостолов Петра и Павла (Антиохийская православная церковь);
- 1988 — орден святой равноапостольной Марии Магдалины (Польская православная церковь);
- 1990 — орден святого благоверного князя Даниила Московского II ст.;
- 2000 — орден святителя Иннокентия Московского III ст.;
- Орден святителя Иннокентия, митрополита Московского и Коломенского II степени (25 февраля 2005) — «во внимание к усердному архиерейскому служению и в связи с 50-летием служения в священном сане»[15]
- 2006 — Орден святого преподобного Серафима Саровского II ст.;
- Орден святого преподобного Серафима Саровского I степени (4 сентября 2012)[16]
- орден святителя Иннокентия, митрополита Московского и Коломенского I степени (28 мая 2015)[17]
- награды Поместных Православных Церквей.